# Werner Nerlich
Werner Nerlich (* 3. Juli 1915 in Nowawes; † 15. September 1999 in Potsdam) war ein deutscher Grafiker und Maler und Kulturfunktionär in der DDR.

## Leben und Werk
Nerlich wuchs in Nowawes in einem liberalen kulturell-geistigen Milieu auf. Zum Bekanntenkreis der Familie gehörte Mies van der Rohe. Nach dem Besuch des Real-Gymnasiums in Nowawes macht Nerlich von 1930 bis 1932 im Betrieb seines Vaters eine Malerlehre. Von 1932 bis 1939 studierte er, u. a. bei Hans Orlowski und Max Kaus, an der Kunstgewerbeschule Berlin. 1939 wurde er zum Militärdienst einberufen. Während der Kämpfe bei Stalingrad wurde gegen ihn ein Verfahren wegen Wehrkraftzersetzung eingeleitet, dem er sich 1943 durch Desertion entzog. Im Kriegsgefangenenlager schloss er sich dem Nationalkomitee Freies Deutschland an. Er entwarf u. a. Plakate und Flugblätter, die über deutschen Stellungen abgeworfen wurden, und war ab 1944 als Angehöriger einer Aufklärungsabteilung der Roten Armee an der Frontaufklärung und -Propaganda beteiligt. Eine von Nerlich 1944 für eine Flugblattaktion gezeichnete Karikatur befindet sich im Deutschen Historischen Museum. Nerlich gehörte zu den Einheiten, die als erste Treblinka erreichten. Noch am Tage der Kapitulation der Wehrmacht wurde Nerlich in Berlin verwundet.
Unmittelbar nach Kriegsende war Nerlich als Provinzialinspektor der Landesregierung mit wichtigen Organisationsaufgaben beauftragt. 1945 gehörte er zu den Mitbegründern des Brandenburger Landesverbandes des Kulturbunds zur demokratischen Erneuerung Deutschlands. Er war mit Otto Nagel befreundet und initiierte mit ihm in Potsdam Ausstellungen mit Werken u. a. von Max Pechstein und Karl Hofer. 1947 war Nerlich Mitbegründer der Landesmalschule Brandenburg.1949 wurde er zum 2. Vorsitzenden des Schutzbundes Bildender Künstler gewählt. Er war später Mitglied des Verbands Bildender Künstler der DDR und zeitweilig Vorsitzender dessen Landesverbandes Brandenburg.
Nerlich gehörte in Potsdam zu den Künstlern, „die aktiv gestaltend und umwälzend in die anstehenden gesellschaftlichen Transformationsprozesse auf ihre Weise und auf ihrem Gebiet eingreifen wollten und vor allem ein neues Verhältnis von Kunst und Gesellschaft anstrebten“. Sein künstlerisches Streben bewegte sich „im Spannungsfeld zwischen Kunst und Architektur, zwischen freier Gestaltung und solidem Handwerk, zwischen zweckfreiem künstlerischem Spiel und funktionsgerichteter angewandter Form.“ So entwarf er 1953 mit Paul Gruson „Deutschlands ersten fahrbaren Ausstellungs-Pavillon für bildende Kunst“, der in Zusammenarbeit mit den Deutschen Werkstätten Hellerau hergestellt wurde. Das Projekt hatte großen Erfolg. So kamen in dem Örtchen Blumenthal bei der ersten Rundfahrt, auf der vorerst nur ausgewählte Reproduktionen gezeigt wurden, „die reißenden Absatz fanden“, in vier Tagen 600 Besucher, in Wittstock in fünf Tagen 1345.
Von 1947 bis 1951 war Nerlich künstlerischer Leiter der Landesmalschule bzw. nach deren Eingliederung als Außenstelle in die Fachschule Grafik, Druck und Werbung in Berlin-Schöneweide, seit 1976 Fachschule für Werbung und Gestaltung (FWG) bis 1955 Leiter dieser Außenstelle. Von 1955 bis zu seiner Ablösung „unter dubiosen Umständen“ war er 1973 war er Direktor der FWG. 1965 erhielt er eine Professur.
Nerlich „war natürlich nolens volens auch in die damaligen kulturpolitischen und ideologischen Glaubenskämpfe in der Hochzeit des Kalten Krieges und des Spätstalinismus involviert, was ihn aber andererseits nicht davon abhielt, sich für den Erhalt der Potsdamer Garnisonkirche und des Stadtschlosses einzusetzen“.
Seit dem Ende seiner administrativen Tätigkeit widmete Nerlich sich intensiv der freien Malerei, vor allem dem Aquarell und der Zeichnung.
Nerlich „war einer der prominentesten Grafiker, Plakat- und Schriftgestalter der DDR … Die politischen Plakate, die er in den Nachkriegsjahren und der späteren DDR schuf, sind von der zeittypischen… Ikonographie geprägt.“ „Besonders in der Gebrauchsgrafik hat er Meisterliches geleistet, bis in die 1990er-Jahre.“ Er hatte im In- und Ausland eine bedeutende Zahl von Einzelausstellungen und Ausstellungsbeteiligungen, u. a. 1958 bis 1967 in Dresden von der Vierten bis zur VI. Deutschen Kunstausstellung.
Nerlich war mit der Kulturwissenschaftlerin Dorothea Nerlich verheiratet.

## Rezeption
Die Aquarelle Nerlichs lassen „mit ihrer großen inneren Spannung, ihrer ausbrechenden Wut, ihrer kontrastreichen Dramatik und Dynamik, ihrem bisweilen eruptiven Hang zur Apokalypse und zum Crescendo, ihrem farbig-groben Raffinement und ihrer erregten farbigen Rhetorik an die „Farbenstürme“ Emil Noldes erinnern… Sie sind zumeist nicht spontan en plein air entstanden, sondern nach skizzierten Zeichnungsvorlagen später im Atelier.“ „Von einem solch respektvollen und verehrenden Verhältnis zur Natur als Quelle gestaltenden Nachempfindens zeugen auch seine Blumenstücke…Im Kontrast zu den bisweilen aufgewühlten und vibrierenden Rügen-Landschaften wirken die Blumensujets eher wie nach oder zu seelischer Beruhigung gemalt, ohne jeglichen dekorativen Anspruch. Maltechnisch sind es klassische Aquarelle mit verwaschenen Flächenstrukturen ohne jede plastische räumlich-perspektivische Vorstellung …“

## Ehrungen (Auswahl)

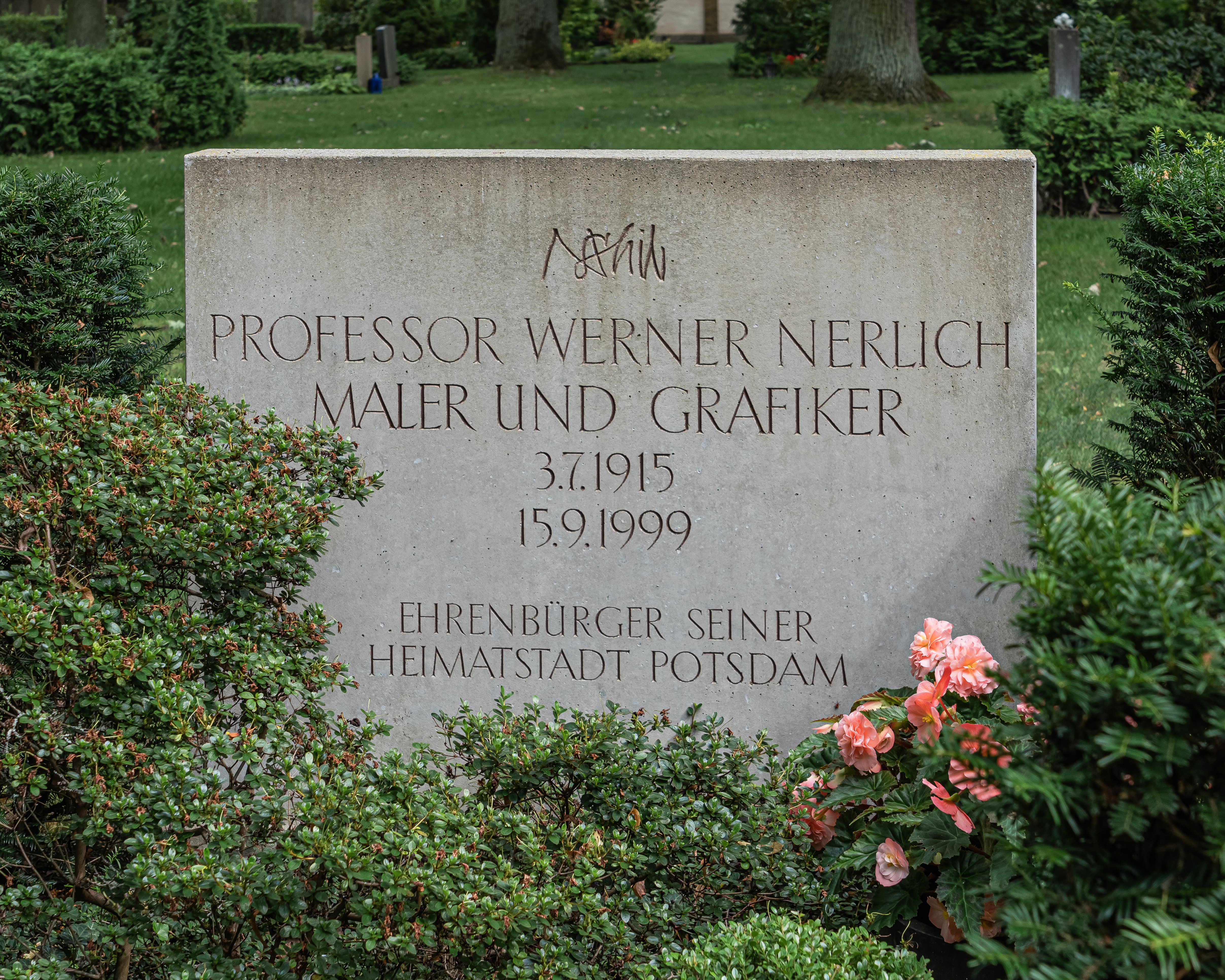
Grabstein von Nerlich in Potsdam, Friedhof Goethestraße

- 1954 Theodor-Fontane-Preis des Bezirks Potsdam
- 1958 Medaille für Kämpfer gegen den Faschismus 1933 bis 1945
- 1969 Johannes-R.-Becher-Medaille in Gold
- 1970 Ehrenbürgerschaft von Potsdam
- 1972 Medaille „Sieg über Deutschland im Großen Vaterländischen Krieg“
- 1985 Vaterländischer Verdienstorden in Gold
- Benennung einer Straße in Potsdam als Werner-Nerlich-Bogen

## Werke (Auswahl)

### Gemälde (Auswahl)
- Bauernaktivist aus Plovdiv Peter Radscheff (Tafelbild, Öl; ausgestellt 1962/1963 auf der Fünften Deutschen Kunstausstellung)[6]
- Libanesische Delegierte in Moskau (Tafelbild, Öl; ausgestellt 1962/1963 auf der Fünften Deutschen Kunstausstellung)[7]
- Am Hagenschen Wieck, Rügen (Aquarell, 1977, im Bestand des Potsdam Museum)[8]

### Baugebundene Kunst und Kunst im öffentlichen Raum (Auswahl)
- Potsdamer Alltag (Wandbild im Foyer des Potsdam Museum, damals Kulturhauses Hans Marchwitza; ca. 3 × 10 m; 1966)[9]
- Natur und Technik (Entwurf für ein Metallrelief; Schwimmhalle Am Brauhausberg; 1970; Ausführung durch den Kunstschmied Karl-Heinz Hantel)[10]
- Die Badende (Metallrelief; Schwimmhalle Am Brauhausberg; 1970; Ausführung durch den Kunstschmied Karl-Heinz Hantel)
- Glockenstele auf dem Alten Friedhof Potsdam, Heinrich-Mann-Allee (1984)[11]
- Olympischer Gedanke (Wandgestaltung – Keramik, Potsdam-Seekrug; ca.  5,00 × 6,20 m; 1988)

### Plakatentwürfe (Auswahl)
- Gemeinsame Arbeit ist Brot für alle. (Lithographie, 1949)[12]
- 3. internationales bauhaus kolloquium (Offsetdruck, 1983)[12]

### Anderes (Auswahl)
- Künstlerische Beratung für den Entwurf des Kulturhauses Rathnow[13]
- Entwurf des Wappens der Stadt Potsdam (1956;1994 modifiziert)

## Einzelausstellungen (unvollständig)
- 1985 Potsdam, Ausstellungspavillon auf der Freundschaftsinsel (Malerei, Grafik, Baugebundene Kunst)
- 1990 Potsdam, Ausstellungspavillon auf der Freundschaftsinsel (Malerei, Grafik, Baugebundene Kunst)
- 1996 Potsdam, Altes Rathaus („Aquarelle aus dem Zyklus Mönchgut der Insel Rügen“)
- 1999 Potsdam, Galerie Mittelstraße
- 2005 Potsdam, Museumshaus Am Güldenen Arm (Malerei und Grafik)
- 2008 Potsdam, VR-Bank (mit Dorothea Nerlich)
- 2015 Potsdam, Potsdam Museums – Forum für Kunst und Geschichte („Werner Nerlich - Ehrenbürger, Künstler, Kulturfunktionär“)[14]
- 2025: Potsdam, Hauptbibliothek ("Frieden erkämpft und bewahrt")[15]